# Gelbschwanz-Wollaffe
Der Gelbschwanz-Wollaffe (Lagothrix flavicauda) ist eine seltene südamerikanische Primatenart aus der Familie der Klammerschwanzaffen (Atelidae) und zählt zu den bedrohtesten amerikanischen Primaten.

## Beschreibung
Erwachsene Gelbschwanz-Wollaffen erreichen eine Kopf-Rumpf-Länge von 40 bis 54 cm. Dazu kommt noch ein 56 bis 63 cm langer Schwanz. Ausgewachsene Männchen können 8,3 bis 10 kg wiegen, Weibchen erreichen ein Gewicht von 5 bis 7 kg. Ihr Fell ist lang und dicht, so dass sie insgesamt als robuste, stämmige Affen erscheinen. Normalerweise sind sie mahagonifarben bis kupferfarben, Rücken, Nacken und die relativ kurzen Gliedmaßen können dunkler sein. Die Schnauze ist weißlich. Der lange Schwanz ist als Greifschwanz ausgebildet und im hinteren Drittel an der Unterseite unbehaart. Der Name Gelbschwanz-Wollaffe kommt von einem Kranz gelber Haare um diese unbehaarte Stelle. Männchen haben deutlich längere Eckzähne als die Weibchen und ein gelbes Haarbüschel in der Genitalregion. Wie bei den Spinnenaffen (Brachyteles) ist die Klitoris der Weibchen genau so lang oder länger als der Penis der Männchen.

## Verbreitung und Lebensweise

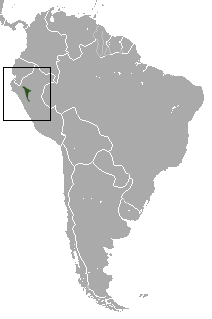
Lage des Verbreitungsgebietes im nördlichen Peru

Gelbschwanz-Wollaffen leben ausschließlich in einem kleinen Gebiet im nördlichen Peru zwischen den Oberläufen von Río Marañón und Río Huallaga in den Regionen von Amazonas und San Martín, sowie in Grenzgebieten der Regionen La Libertad, Huánuco und Loreto. Ihr Lebensraum sind gebirgige, unwegsame, sehr feuchte Nebelwälder mit steilen Berghängen und tiefen Schluchten in einer Höhe von 1400 bis 2700 Metern. Die Temperatur schwankt dort zwischen 4 und 25 °C.
Sie sind tagaktive Baumbewohner, die die meiste Zeit hoch in den Bäumen verbringen, sich auf allen vieren durch das Geäst bewegen und den Schwanz als Greifschwanz verwenden können. Gelbschwanz-Wollaffen leben in Gruppen von drei bis über 20 Tieren. Diese können aus mehreren Männchen und Weibchen mit ihren Jungtieren bestehen und dürften, ähnlich wie andere Klammerschwanzaffen, wenig Konkurrenzverhalten zeigen. Männchen wurden auch allein beobachtet. Die Nahrung besteht vorwiegend aus reifen Früchten, daneben nehmen Gelbschwanz-Wollaffen Blätter, Blüten, die dicken Blattbasen von Bromelien, Luftwurzeln, Flechten und möglicherweise auch Insekten und Spinnen zu sich. Außerdem fressen sie Erde (Geophagie), wodurch sie Eisen und andere Spurenelemente aufnehmen, die sie durch ihre normale Ernährung nicht erhalten.

## Fortpflanzung
Weibchen bekommen etwa alle 3,5 Jahre, nach einer Tragezeit von ca. 7,5 Monaten, ein einzelnes Jungtier. Geburten können das ganze Jahr über stattfinden, die meisten Jungtiere werden jedoch während der Regenzeit geboren. Das Jungtier ähnelt den Adulten, es fehlt aber das gelbe Band am letzten Schwanzdrittel und der gelbe Büschel am Geschlechtsteil. Beide Geschlechter werden mit einem Alter von etwa 8 Jahren geschlechtsreif.

## Systematik
Der Gelbschwanz-Wollaffe wurde 1812 durch den deutschen Naturforscher Alexander von Humboldt als Simia flavicauda beschrieben. Zeitweise wurde der Gelbschwanz-Wollaffe in eine eigene Gattung, Oreonax, gestellt, da man annahm, dass er enger mit den Klammeraffen (Ateles) verwandt sei. Diese war 1927 durch den britischen Zoologen Oldfield Thomas eingeführt worden. Neuere Untersuchungen bestätigen aber die Zugehörigkeit zu den Wollaffen der Gattung Lagothrix. Der Gelbschwanz-Wollaffe hat sich von der zu Lagothrix lagotricha führenden Evolutionslinie vor etwa 2,1 Millionen Jahren getrennt.

## Bedrohung
Bis in die 1950er-Jahre waren sie durch die Unzugänglichkeit ihres Verbreitungsgebietes relativ geschützt, durch Straßenbau und Waldrodungen ist die Art aber stark dezimiert worden. Zwei Schutzgebiete wurden eingerichtet, dennoch zählen Gelbschwanz-Wollaffen auch aufgrund ihrer niedrigen Fortpflanzungsrate zu den bedrohtesten Arten. Die Gesamtpopulation ist deutlich im Rückgang begriffen, die IUCN listet die Art als „vom Aussterben bedroht“ (critically endangered). Der ursprüngliche Lebensraums wird auf rund 11.000 km2 geschätzt, jüngste Schätzungen beziffern den verbleibenden ungestörten Lebensraum jedoch nur noch auf 2000 km2. Dort sollen nicht mehr als 1000 ausgewachsene Tiere leben. Innerhalb des Verbreitungsgebietes gibt es zwar fünf Schutzzonen, aber die Populationen in diesen Schutzzonen sind nur sehr klein. Die Art gehört zu den 25 am meist gefährdeten Primaten.